# 黃晴雯
黃晴雯（1963年—)，是一位出身臺灣的新聞工作者和企業家，現任遠東SOGO百貨董事長、太平洋中國控股董事長、遠東香格里拉飯店董事、台中市政府國際事務委員會委員、太平洋崇光文教基金會董事長、太平洋崇光社會福利基金會董事長、台灣女董事協會常務理事。
黃晴雯曾任中華民國百貨零售企業協會理事長、臺北市政府觀光傳播委員會委員、國立臺灣師範大學國際時尚高階管理碩士在職專班(GF-EMBA)教授、遠東集團零售系統企業發展部副總經理、年代電視新聞部經理、加拿大中文電台國語新聞部經理暨主持人、慈濟大愛電視台新聞部經理暨主播、中國電視公司新聞部主播暨採訪副主任等職位。

## 生平
- 黃晴雯大學畢業即考進中國電視公司新聞部任職記者，兩次入圍電視金鐘獎採訪獎，並成為當時台灣最年輕主播、主持人｡主播之《中視夜線新聞》創時段收視高峰｡
- 1990年主播生涯進入高峰之際，留職停薪前往美國加州留學，就讀聖地牙哥州立大學，取得影視傳播碩士學位。
- 學成歸國後1995年與新婚夫婿謝天惠於蜜月旅行時在美國車禍受重傷，有感於生命有限，立志投入公益事業｡
- 1997年開始參與慈濟大愛電視台建台工作，並帶領慈濟新聞團隊入圍2/3金鐘獎新聞獎項後，即於1999年隨夫婿定居加拿大溫哥華｡
- 2000年，應加拿大中文電台邀請，在溫哥華國語頻道（FM96.1）每週一至五17:00-19:00主持「時事最前線」節目，與兩岸三地、加拿大官員與意見領袖連線論壇、成為當地最受歡迎、有影響力的節目。之後並應邀為加拿大中文電台規劃成立當地第一個國語新聞部｡
- 2003年起受公益節目《點燈》邀請，開始往返台加兩地，同時主持「點燈｣與「時事最前線」節目，並至各地進行公益講座｡
- 2006年初開始擔任年代電視新聞部經理，主管新聞頻道與民調中心，生活與事業轉回台灣｡2006年中應遠東集團董事長徐旭東之邀，轉換事業跑道至該集團零售系統企業發展部擔任副總經理｡
- 2007年底，黃晴雯獲指派擔任太平洋崇光百貨董事長，以年輕、關懷、熱情創新企業形象，並結合誠信、優質、永續經營理念，提升公司治理，於2015-2023年接連榮獲台灣與國際最具公信力之170項ESG指標性大獎，成功將台灣百貨金雞母「SOGO」打造成百貨「「ESG（環境、社會、治理）模範生」。遠東SOGO在她帶領下，不僅創下營業額與獲利的歷史新高、也成為亞太地區最永續的百貨，獲獎不斷。是EPS與ESG相互輝映、循環永續的典範。
- 2018 年榮獲第 1 屆「亞洲頂尖永續超級女性」 （Asia’s Top Sustainability Superwomen）殊榮，從 19 個亞洲國家、112 位候選人中脫穎而出，成為台灣唯一獲獎者，也讓台灣百貨力行ESG的表現在國際舞台大放異彩。
- 2023年榮獲台灣英僑協會「最佳企業領袖」獎，黃晴雯經常在各學校、公協會授課演講，與各界共勉：良善，是絕對不會失敗的投資。
- 2024帶領遠東SOGO，獲《遠見》ESG企業永續獎兩項楷模，數量為百貨第一；更是五度受頒綜合績效類一般服務業楷模獎，獲獎次數為百貨之冠。
- 2025帶領遠東SOGO，榮獲《遠見》ESG企業永續獎綜合績效類服務業首獎，成為第一個摘下「最難得獎獎項」的零售業者。
- 2025獲選台灣永續能源研究基金會首度舉辦「台灣零售永續獎」之「永續零售傑出人物」。同時，遠東SOGO百貨也獲頒「綜合績效-典範獎」；並於單項績效獎項囊括四金一銀，為獲獎數量最多的企業。
- 黃晴雯由母親單親撫養，半工半讀完成大學學業，曾同時身兼三個家教｡為人低調，熱愛大自然，閒暇時喜好閱讀、音樂與健行｡
- 黃晴雯自幼即為各項演講、作文比賽的常勝軍｡就讀北一女時，代表學校奪得北市演講比賽冠軍｡就讀政治大學時擔任「長廊詩社」社長，率該校詩歌朗誦隊獲得兩次大專盃冠軍｡
- 擁有一副好歌喉的她，大學一年級參加政治大學金旋獎歌唱比賽，即獲得西洋歌曲首獎，但因鍾情新聞志願，並未選擇歌唱職涯。

## 外部連結
- 维基共享资源上的相關多媒體資源：黃晴雯